# 良甫站
良甫站（：／ Yangbo yeok */?）是慶全線沿線的一座鐵路車站，位於韓國庆尚南道河東郡良甫面，已於2016年關閉。

## 历史
- 1968年2月7日 - 落成使用[1]。

## 相鄰車站
韓國鐵道公社
慶全線
北川－良甫－橫川